# Chrom(III)-bromid
Chrom(III)-bromid ist eine chemische Verbindung aus der Gruppe der Bromide.

## Gewinnung und Darstellung
Chrom(III)-bromid kann durch Reaktion von Chrom mit Brom gewonnen werden.
{\displaystyle {\ce {2Cr + 3Br2 -> 2CrBr3}}}
Alternativ ist auch die Gewinnung aus Chrom(III)-acetat und Acetylbromid möglich.

## Eigenschaften
Chrom(III)-bromid bildet schwarzglänzende Kristalle, die im durchfallenden Licht grün, im reflektierten rot erscheinen. In Wasser ist es erst durch Zusatz von Cr(II)-Salzen löslich. Es besitzt eine Kristallstruktur vom Eisen(III)-chlorid-Typ mit der Raumgruppe R3 (Raumgruppen-Nr. 148) und a = 626 pm, c = 1820 pm). Das Hexahydrat ist gut löslich in Wasser und von violetter Farbe.

## Externe Links zu erwähnten Verbindungen
1. ↑  Externe Identifikatoren von bzw. Datenbank-Links zu Chrom(III)-bromid-Hexahydrat:  CAS-Nr.: 82676-67-3, ECHA-InfoCard: 100.375.922, Wikidata: Q27258530.